# Formica longiceps
Formica longiceps (лат.) — вид муравьёв рода Formica (Formicidae).

## Распространение
Азия: Монголия, Россия (Сибирь).
Встречается в Сибири в диапазоне от 45,9 до 56,2 ° северной широты и от 95,7 до 115,7 ° восточной долготы. В Монголии на 45,9° с. ш. обнаружен на высоте 2000 м.

## Описание
Относительно мелкие муравьи, длина менее 1 см; у рабочих средний и максимальный головной индекс CS 1290 и 1430 мкм. Голова отчётливо удлинённая. Скапус усика очень длинный (индекс скапуса SL/CS 1,076). 2-й членик жгутика значительно короче 3-го. Дорсальная выемка чешуйки петиоля относительно небольшая. Глаза с умеренно длинными волосками, средний размер волосков глаз EyeHL 23 мкм. Всегда присутствует опушение, выходящее за переднебоковой клипеальный край. Область затылочных углов с прижатыми волоскам. Часто имеются щетинки в области глазкового треугольника. Наружный край задних голеней с довольно большим количеством щетинок. Голова с глубокой выемкой на затылочном крае, характерной для всех членов подрода Coptoformica.
Это самый редкий из сибирских видов подрода. Почти все гнёзда были найдены в открытых степных местообитаниях и только один раз на более влажных пастбищах. Крылатые самки и самцы наблюдались с 20 июля по 2 августа.

## Систематика
Таксон был впервые описан в 1964 году российским мирмекологом Геннадием Михайловичем Длусским по материалам из Монголии. В 1995 году из-за омонимии с Formica longiceps Smith, 1863 (ныне в составе рода Camponotus) имя заменено на замещающее название Formica dlusskyi. Затем с 2000 года был синонимом Formica manchu. В 2021 году снова повышен до отдельного видового статуса со старым именем. Близок к видам Formica exsecta, Formica fennica и Formica manchu.